# West Side Story (toneelmusical)
West Side Story is een Amerikaanse musical uit 1957, die later ook is verfilmd. Het libretto werd geschreven door Arthur Laurents en Stephen Sondheim (liedteksten). Leonard Bernstein was de componist. De eerste regisseur en choreograaf was Jerome Robbins. De voorstelling werd geproduceerd door Robert E. Griffith en Harold Prince.

## Verhaal en betekenis
De verhaallijn is een vrije bewerking van het verhaal van Romeo en Julia en speelt in dit geval tussen Pools/Amerikaanse en Puerto Ricaanse straatbendes in de Upper West Side van New York. Tony en Maria worden verliefd op elkaar, hoewel ze bij de verschillende bendes behoren. Tony hoort bij de Jets en de Puerto Ricaanse Maria hoort bij de Sharks. Beide straatbendes vechten om de heerschappij over de straten van New York, waardoor de twee eigenlijk rivalen zijn. Toch is hun liefde voor elkaar te sterk en kunnen ze elkaar niet loslaten.
De situatie onder de jeugdbendes van New York wordt in de musical sterk geromantiseerd. De jongens spreken af met de blote vuist te vechten. Als er toch messen worden getrokken, zijn ze radeloos als dat verkeerd afloopt. In werkelijkheid zijn de New Yorkse jeugdbendes meedogenloos.
Het thema, de muziek en het brandpunt van de verhaallijn gericht op de sociale problemen van die tijd betekenden een ommekeer in het Engelstalige muziektheater van deze periode. Voor het verschijnen van West Side Story was dit voornamelijk gericht op lichtere thema's. Zie bijvoorbeeld My Fair Lady.
Een aantal liederen uit deze musical is bijzonder populair geworden, onder meer: Maria, America, Tonight, Gee, Officer Krupke, I Feel Pretty.
West Side Story was vooral vernieuwend doordat verhaal, zang, dans en spel een eenheid waren. Voorheen was het verhaal in de musicals altijd ondergeschikt aan de dans en de zang, in West Side Story braken Bernstein en Robbins met deze traditie. West Side Story was een geheel van samengevloeide kunstvormen.

## Musical
West Side Story ging in première in 1957 op Broadway en werd 732 keer uitgevoerd voordat men op tournee ging, waarmee het toentertijd een zeer succesvolle musical was. Sindsdien wordt het stuk vaak uitgevoerd, over de hele wereld, door zowel musical-producenten als opera-huizen. 
In 1996 was het stuk in een Nederlandse bewerking te zien, geproduceerd door Stage Entertainment. Maaike Widdershoven en Addo Kruizinga speelden de hoofdrollen. In 2016 was er een Engelstalige versie te zien in Nederland.
In 2017 werd aangekondigd dat de Vlaamse regisseur Ivo van Hove een nieuwe productie op Broadway zal regisseren. Dit zal de eerste productie zijn die geen gebruik maakt van de bekende choreografie van Jerome Robbins (of soort-gelijke jazz-ballet), maar een nieuwe choreografie krijgt. Deze komt voor de rekening van de eveneens Vlaamse Anne Teresa De Keersmaeker. De voorstelling ging 20 februari 2020 in première maar moest door de Corona-lockdown sluiten op 11 maart 2020.

## Rolverdeling
| Rol      | 1961 (Willy Hofman, Piet Meerburg en Jo van Doveren | 1988 (Koninklijk Ballet van Vlaanderen) | 1992 (Wolfgang Bocksch Concerts) | 1996-1998 (Joop van den Ende Theaterproducties)                             | 2003 (Stairway Productions) | 2006 (Broadway Musical Company New York) | 2009 (Sundance Productions) | 2013 (Het Koninklijk Concertgebouw) | 2017 (TEC Entertainment) | 2025-2026 (De Graaf & Cornelissen Entertainment) |
| -------- | --- | --- | --- | --------------------------------------------------------------------------- | --- | ---------------------------------------- | --------------------------- | --- | --- | --- |
| Tony     | Don Grilley | Daan van den Durpel, Paul Kribbe (1989) | Scott Carolio | Addo Kruizinga, Raymond Kurvers                                             | Michael Gillis |                                          | Michael Brenner             | Bastiaan Sparnaay, Silencio Pinas | Kevin Hack | Thijs Snoek, Julius de Vriend (cover) |
| Maria    | Jan Canada | Pia Douwes, Linda Lepomme, An Lauwereins (1990) | Sarah McGraw | Maaike Widdershoven, Nicole Wijen, Sigrid van Coillie                       | Vanessa Londino |                                          |                             | Laetitia Gerards, Nancy Gonzalez Cabrera | Natalie Ballenger | Silvana Rocha, Josy Gruijters (cover), Anneketrien van Wassenhove (Cover) |
| Anita    | Yvonne Ohtonn | Valerie Ven | | Hilde Norga, Lindi Dhloma, Chaira Borderslee, Joyce Stevens, Fjorela Garcia | Carolina Burdo |                                          |                             | Floor Krijnen, Eva Löbker | Keely Beirne | Esmée Dekker, Terra Luna Urbach (cover), Imahni Tsolakis (cover) |
| Doc      | Albert Ottenheimer | Jan Moonen, Neel van Ishoven (1989) | | Freek van Muiswinkel                                                        | Seneca Burr |                                          |                             | Alexander Oliver | Dennis Holland | Alfred van den Heuvel, Raymond Kurvers (cover), Menno Dekker (cover) |
| Krupke   | Warren Brown | Joris van den Eynde, Rudolf Vervliet | | Adriaan Adriaansen, Herman Fluitman, Raymond Kurvers, Richard Rodermond     | Patrick Douglas |                                          |                             | Jan-Willem Schaafsma | Kenn Christopher | Yannick Plugers, Menno Dekker (cover) |
| Gladhand | Don Heller | Chris Corens | | Tim Meeuws, Herman Fluitman, Adriaan Adriaansen                             | |                                          |                             | Rashleigh Eavis | | Menno Dekker, Henno Ravensbergen (Cover) |
| Bernardo | Jay Norman | James de Groot | | Perry Dossett, Etienne Sybesma                                              | Andrea Togni |                                          |                             | Luc Vorselaars | W. Villanueva | Joey Ferre, Beau Jones (cover), John Togba (cover) |
| Riff     | Thomas Hasson | Etiënne van Geel | | Daan Wijnands, Marcel Vogelaar, Joost de Jong, Mischa Hendriksen            | Sheridan Wright |                                          |                             | Terence van der Loo | Beau Hutchings | Calvin Kromheer, Yannick Plugers (cover) |
| Ensemble | George Liker, Alan Johnson, Michael Bennett, Grover Dale, Stan Papich, Dick Corrigan, Michel Stuart, Jerry Norman, Sandy Leeds, Audrey Hays, Gwen Lewis, Shelley Chaplan, Connie Greco, Marlene Dell, Jay Norman, Carlos Carrion, Marc Scott, Bob Avian, Sal Angelica, Wakefield Poole, Ed Dutton, Caesar Tamborino, Luis Santiago, Jaime Rogers, Marilyn Cooper, Roberta Keith, Adrienne Rogers, Barbara Richman, Gloria Higdon, Bonnie Brody, Ted Gunther, Don Heller | Marc de Coninck, Karel Deruwe, Frank Hoelen, Stefan Hamblok, Peter Kongs, Victor van Swaay, Jacob de Graaf, Didier Verleyen, Werner Welslau, Aafke Bruining, Hilde Weber, Anick van Dam, Anne Ruyte, Christiane Meyten, Ellen Jaspers, Hilde Gysbrechts Elise Pragt, Elsa Bosma, James de Groot, Walter de Cock, Richard Obdam, Gerry Maes, Michele Tesoro, Miguel Espin, Ivan Cameron, Fons van Kraaij, Anderson Figueiredo de Santana, Marjan Claudette Austin, Carola van der Weyde, Hilde Norga, Lulu Aertgeerts, Jorita Janssens, Brigitte Derks, Mieke Limpens, Haya Maela, Candy Gail Fea, Marianne Guthmann, Marijn Devalck, Guido Horckmans, Ronnie Commissaris, Chris Corens, Monique Bakker, Ilse Schellens Ruth de Bruyne, Chris Meyten, Perry Dossett, Aldrico Amando Felida, Christophe Kinds, Annick van Dam | Kelly Woodruff, Mike Evans, Susan Mitchell, David E. Liddell, Kevin Cooper, Nichole Fosse, John Kasak, Jennifer West, Steve McClain, John Antony, Joanne Rodino, Lon Hurst, Grant Rosen, Kristie Tice, Gary Chryst, Greg Ramos, Jackie Lowie, Chiara Peacock, Lucio Fernandez, Madeline J. Reiss, Marcial Gonzalez, Tim Gleason, Laura Hernández, Marty Douglas, Michael Donaghy, Justine DiConstanzo, Andrew Sakaguchi, Elissa Gilbert, Mark Cubell, Kevin Backstrom, Robert Andrian, Edwin Bordo, Brent Sexton, Bob Arnold |                                                                             | Nicolas Sanchez, John Raterman, Stano Slovák, Lukas Kantor, Jesse Pellegrino, Peter Dockal, David Vaughn, Miriam Brtniková, Lenka Janiková, Lucie Drásalová, Evelyna Jirková, Stephanie Albright, Tim Roberts, Karel Moravec, Oldrich Smysl, Vladimir Volecko, John Blair, Maria Lalkova, Ellyn Marsh, Marketa Lánská, Jana Musilová, Nicole Kirwood, Stephen Paul Johnson |                                          |                             | Hans van de L'isle, Laura Overbeeke, Amy Egbers, Ronen Brilleslijper, Constantijn Schaap, Dorothy Moolenschot, Rasta Jops, Darren Faerber, Jeffrey de la Fuente, Sjaid Foncé, Errol McCabe, Falko Balvert, Noortje Thuis, Maurice Ayal, Bronwyn Henebury, Geert Rigters, Jacqueline Quartero, Milan Kin, Sam Eggenhuizen, Erik Klomp, Niek Wassink, Charlotte de Graaf, Anne Heddes, Wini Laiz, Isabel Pronk, Anne Aerts, Celine Brouwers, Charissa Promes | Julio Catano-Yee, Nikki Croker, Cameron Jackson, A.J. Lockhart, Daniel Russell, Kyle Weiler, Natalie Ballenger, Ryan P Cyr, Andy Frank, Jill Gittleman, Lauren Guerra, Kelsey Holley, Carley Ingold, Nahum McLean, Georgios Metaxas, Logan Mitchell, Kayle Moniz, C. Morabito, Matthew Renaudo, Lauren Soto, Joe Bigelow, Natalia Sanchez, Michael Scott, Jeff Sulivan | Raymond Kurvers (Inspecteur Shrank), Jetts; Jur Arp (Action), Julius de Vriend (Diesel), Gino Korsél (A-Rab), Daan Stuer (Baby John), Justin van de Ven (Snowboy), Ian Vrolijk (Big Deal), Juliëtte van Tongeren (Anybodys), Eva Nagelhout (Graziella), Benthe Bokelman (Velma), Havana Charley Schuijt (Susan), Hilde Rexwinkel (Joanne), Yoana Willemse (Joanne), Esmee Mardjan (Carole), Sharks; Beau Jones (Pepe), Imahni Tsolakis (Consuela), Koen van Aken (Indio), Terra Luna Urbach (Francesca), Marnix Lenselink (Chino), Anneketrien van Wassenhove (Carmencita), John Togba (Loco), Lina Leter (Emanuela), Steven van Gemert (Juano), Josy Gruijters (Rosalia), Sem Kramer (Rocco), Anthony de Ronde (Rocco), Swings; Henno Ravensbergen, Derick Pieter, Josine van Soest, Nicole van Beest |

## Musicalnummers
Bedrijf 1
1. Prologue (Instrumentaal) – Jets en Sharks
2. Jet Song – Riff, Action, Baby John, A-rab, Big Deal en Jets
3. Something's Coming – Tony
4. Dance At The Gym (Instrumentaal) – Jets en Sharks
  - Blues
  - Promenade
  - Mambo
  - Cha-cha
  - Meeting Scene - Tony en Maria
  - Jump
5. Maria – Tony
6. Tonight – Tony en Maria
7. America – Anita, Rosalia, Shark Girls
8. Cool – Riff en Jets
9. One Hand, One Heart – Tony en Maria
10. Tonight Quintet and Chorus – Anita, Tony, Maria, Bernardo, Riff, Jets en Sharks
11. The Rumble (Dance) – Jets en Sharks

Bedrijf 2
1. Entr'acte (Instrumentaal)
2. I Feel Pretty (Me Siento Hermosa in de 2009 reprise) – Maria, Consuelo, Rosalia, Teresita, Francisca en Shark Girls
3. - Ballet Sequence - Tony en Maria
  - Transition to Scherzo - Instrumentaal
  - Scherzo - Instrumentaal
  - Somewhere (Song and Dance) – Company en "Dream Consuelo"
  - Procession and Nightmare - Jets en Sharks
4. Gee, Officer Krupke – Action, A-rab, Diesel, Baby John en de Jets
5. A Boy Like That – Anita en Maria
6. I Have A Love - Maria
7. Taunting Scene (Instrumentaal) – Anita en Jets
8. Finale – Tony en Maria

## Vergelijking van de hoofdrollen
| West Side Story | Romeo en Julia   |
| --------------- | ---------------- |
| Jets            | Familie Montague |
| Sharks          | Familie Capulet  |
| Tony            | Romeo            |
| María           | Julia            |
| Riff            | Mercutio         |
| Bernardo        | Tybalt           |
| Anita           | min van Julia    |
| Chino           | Paris            |
| Doc             | Lorenzo          |
| Krupke          | Vorst van Verona |

## Film
In 1961 werd van het verhaal een film gemaakt onder regie van Jerome Robbins en Robert Wise. In 2021 verscheen een filmversie geregisseerd door Steven Spielberg.